# Mistrzostwa Polski w piłce siatkowej kobiet (1947)
Mistrzostwa Polski w piłce siatkowej kobiet 1948 – 12. edycja rozgrywek o mistrzostwo Polski w piłce siatkowej kobiet. Rozgrywki miały formę turnieju rozgrywanego w Sopocie.

## Klasyfikacja końcowa
| Miejsce | Drużyna             |
| ------- | ------------------- |
| 1.      | AZS Warszawa        |
| 2.      | Wisła Kraków        |
| 3.      | KS Pomorzanin Toruń |
| 4.      | Lublinianka Lublin  |
| 5.      | RKS Radom           |
| 6.      | HKS Łódź            |
| 7.      | Lechia Gdańsk       |
| 8.      | KKS Olsztyn         |